# Ratolí marsupial de Butler
El ratolí marsupial de Butler (Sminthopsis butleri) és una espècie de marsupial, de color marró o gris a la part superior i blanc a la inferior, semblant al seu parent proper, el ratolí marsupial de Kakadu. La seva mida total és de 147-178 mm (75-88 mm del cap a l'anus i 72-90 mm de cua). El pes varia entre 10 i 20 grams, dependent d'una varietat de factors com ara el sexe, l'abundància d'aliment, l'hàbitat, etc.